# 필리프 쉬샤르

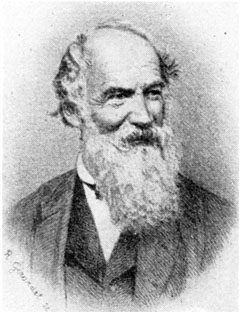

필리프 쉬샤르(프랑스어: Philippe Suchard: 1797년 10월 9일 ~ 1884년 1월 14일)는 스위스의 쇼콜라티에이자 기업인이다.
뇌샤텔주 부드리에서 태어났다. 베른에 있는 형 프레드릭의 콘디토레이에서 도제생활을 했다. 1824년 미국으로 이주해 자기 경험에 대한 책을 썼다. 말년에 스위스로 귀국해서 뇌샤텔에 제과업체를 개업했다.